# 제갈풍
제갈 풍(諸葛豊, ? ~ ?)은 전한 후기의 관료로, 자는 소계(少季)이며 낭야군 사람이다.

## 생애
경서에 통달하여 군의 문학(文學)이 되었고, 강직한 성품으로 명성이 있었다.
제갈풍은 어사대부 공우의 속관으로 제수되었고, 공우는 제갈풍을 시어사(侍御史)로 추천하였다. 원제는 제갈풍을 발탁하여 사례교위에 임명하였다. 제갈풍은 상대방이 누구든 꺼리지 않고 감찰하여 탄핵하였고, 이를 마음에 들어한 원제는 광록대부의 관질을 주었다.
어느 날, 원제의 외척 허장(許章)의 빈객이 죄를 지어 허장 또한 문초를 받게 되었다. 허장을 탄핵하려던 제갈풍은 마침 길에서 그와 맞닥뜨렸고, 제갈풍은 사례교위의 부절을 보이며 허장을 체포하려 하였다. 그러나 허장은 그대로 수레를 몰아 궁궐로 달아났고, 원제를 찾아가 도움을 청하였다. 뒤쫓아 온 제갈풍 또한 원제에게 상주하였으나, 원제는 제갈풍의 부절을 빼앗았다. 이때부터 사례교위는 부절을 갖지 않게 되었다.
원제는 차츰 제갈풍을 멀리하기 시작하였다. 마침 대신들이 제갈풍이 봄·여름에 죄수들을 옥에서 꺼내어 문초한다고 탄핵하였고, 원제는 제갈풍을 성문교위(城門校尉)로 좌천시켰다.
제갈풍은 광록훈 주감·광록대부 장맹을 탄핵하였다. 원제는 제갈풍이 예전에 그들을 칭찬했던 것을 들며 그의 말을 믿지 않았고, 결국 제갈풍은 파면되어 집에서 죽었다.
후손 제갈량은 촉한의 승상을 지냈다.

## 출전
- 반고, 《한서》 권77 갑제갈유정손무장하전